# Yvonne Hubert
Yvonne Hubert (* 28. Mai 1895 in Mouscron, Belgien; † 8. Juni 1988 in Montreal) war eine kanadische Musikpädagogin und Pianistin.

## Leben
Hubert besuchte das Konservatorium von Lille und studierte am Conservatoire de Paris ab 1906 bei Marguerite Long und ab 1908 bei Alfred Cortot Klavier, außerdem Musiktheorie bei Maurice Emmanuel und Kammermusik bei Camille Chevillard. Gefördert von Gabriel Fauré startete sie eine Karriere als Solopianistin, Kammermusikerin und Begleiterin ihres Bruders Marcel Hubert in Frankreich, Belgien, Kanada und den USA.
1926 ließ sie sich in Montreal nieder, wo sie 1929 die École de piano Alfred-Cortot gründete. Von 1945 bis 1970 unterrichtete sie am Conservatoire de musique du Québec, wo Michel Dussault, Serge Garant, Gilles Manny, William Stevens, Natalie Pépin, Janina Fialkowska und Ronald Turini zu ihren Schülern zählten. Daneben unterrichtete sie an der École Vincent-d'Indy (1952–1979) und anderen Institutionen und bereitete Pianisten wie Henri Brassard, Réjean Coallier, Marc Durand, Janina Fialkowska, Marc-André Hamelin, Claude Labelle, André Laplante, Louis Lortie und William Tritt auf nationale und internationale Wettbewerbe vor.
Hubert wurde 1979 mit der Canadian Music Council Medal und einem Ehrendiplom der Canadian Conference of the Arts ausgezeichnet und erhielt 1987 den Prix de musique Calixa-Lavallée.